# Simile
El término latino simile designa una de las probationes argumentativas o pruebas retóricas que se utilizan para fundamentar las tesis en una argumentación. Dentro de ellas, lo simile pertenece a las llamadas «pruebas intratécnicas», esto es, frente a las «extratécnicas», a aquellas que dependen de la capacidad retórica del orador. Al mismo grupo pertenecen el argumentum y la sententia. 
Al ámbito de lo simile pertenecen los razonamientos que se apoyan en la analogía o relación de semejanza entre los asuntos tratados.
Se distinguen cuatro técnicas dentro de lo simile: dos de ellas, el exemplum y la similitudo, tienen un claro valor probatorio dentro del razonamiento; las otras dos, el símil y la comparación, por su parte, tienen un valor puramente retórico, en el sentido de «ornamental». En este sentido, las analogías que aparecen en estas dos últimas técnicas suelen ser más breves que las que aparecen en las dos primeras. Concretamente:
- en el exemplum, el elemento con el que se establece la analogía es un hecho concreto (ficticio o real) protagonizado por unos personajes en un tiempo determinado;
- en la similitudo, a diferencia del anterior, el hecho con el que se establece la analogía es un hecho cotidiano, no concreto, con protagonistas no especificados;
- en cuanto al símil, se trata de una analogía en la que los elementos relacionados son presentados como iguales en cuanto a una cualidad;
- por último, en la comparación la analogía presenta a uno de los elementos en cuestión como superior o inferior al otro, de acuerdo con alguna cualidad específica.

- Datos: Q6128733